# Cerkiew Opieki Matki Bożej w Tyraspolu (1813–1934)
Cerkiew Opieki Matki Bożej – wzniesiona w I połowie XIX w. i zniszczona w 1934 prawosławna cerkiew w Tyraspolu. 

## Historia
Cerkiew została wzniesiona w związku z rozbudową Tyraspola, powstałego kilka lat wcześniej jako przedmieście przy rosyjskiej twierdzy. Zgodę na budowę obiektu sakralnego wydał w 1798 metropolita noworosyjski i dnieprzański Gabriel. Pierwsza cerkiew Opieki Matki Bożej była budowlą drewnianą. Już w 1813 w jej sąsiedztwie rozpoczęto budowę nowej świątyni murowanej, ufundowanej przez kupca drugiej gildii Iwana Rastrygina, w stylu klasycystycznym. Do nowej świątyni przeniesiono antymins ze starszej cerkwi, pobłogosławiony przez metropolitę Gabriela, przekazano jej także zabytkowy antymins wyświęcony w 1600 przez metropolitę kijowskiego Józefa. Księgi liturgiczne przechowywane w cerkwi pochodziły z XVII w., zostały wydane w drukarniach moskiewskich w XVII w. oraz w drukarni bractwa lwowskiego w 1665. Budowla znajdowała się przy głównej ulicy miasta, która nosiła nazwę Pokrowskiej, nawiązując do wezwania świątyni. Świątynia należała do parafii jednowierczej i uczęszczali do niej zarówno prawosławni należący do Rosyjskiego Kościoła Prawosławnego, jak i staroobrzędowcy. Była centrum jednowierczego dekanatu. 
Po rewolucji październikowej w Tyraspolu zamknięte zostały trzy cerkwie wojskowe. Cerkiew Opieki Matki Bożej oraz najważniejszy w mieście sobór św. Mikołaja pozostały czynne do początku lat 30. XX wieku. W 1931 rząd Mołdawskiej Autonomicznej Socjalistycznej Republiki Radzieckiej zdecydował o rozbiórce świątyni. Ostatecznie zburzono ją w 1934, a na jej miejscu zbudowano teatr letni. Obecnie jest to skwer przed miejskim domem kultury.

## Upamiętnienie
Nowa cerkiew w Tyraspolu, wzniesiona w latach 1989–1993, nosi wezwanie Opieki Matki Bożej przez nawiązanie do nieistniejącej świątyni.
Na miejscu, gdzie znajdowała się świątynia, ustawiono w 1998 kamień pamiątkowy, odbywają się nabożeństwa, a eparchia tyraspolska i dubosarska stara się o wzniesienie kaplicy.